# Błona biologiczna

Schemat przestrzennego systemu błon plazmatycznych w komórce

Błona biologiczna, biomembrana – membrana otaczająca lub rozdzielająca odrębne przedziały, zwykle w komórkach. Zalicza się do nich zarówno błony komórkowe jak i błony organelli wewnętrznych, na przykład mitochondrialne, tylakoidów lub dysków w pręcikach i czopkach. Są one podstawowymi strukturami budującymi komórki wszystkich organizmów, zarówno prokariotycznych jak i eukariotycznych. Pomimo wielkiego zróżnicowania struktur otoczonych błonami, podstawy budowy błon biologicznych we wszystkich organizmach są w zasadzie te same. Zgodnie z modelem płynnej mozaiki, zaproponowanym w 1972 roku przez Jonathana Singera i Gartha Nicolsona, każdą błonę w komórce tworzy płynna dwuwarstwa cząsteczek fosfolipidowych, w której zanurzone są białka.
Błony biologiczne pełnią wiele funkcji. Przede wszystkim odgradzają one wnętrze danego przedziału od środowiska zewnętrznego, co jest podstawą do zachowania jego odrębności i integralności. Błona komórkowa, która otacza każdą żywą komórkę pozwala na utrzymanie jej homeostazy oraz utrzymanie odpowiedniego środowiska wewnętrznego, niezbędnego do właściwego przebiegu jej procesów życiowych.

## Rys historii badań nad błonami biologicznymi
Badania nad błonami biologicznymi sięgają dziewiętnastego wieku, kiedy zauważono różnice w przepuszczalności różnych roztworów oraz barwników przez komórki, postawiono zatem hipotezę istnienia półprzepuszczalnej błony na powierzchni komórek, która sterowałaby wchłanianiem różnych substancji. Pomiary przewodnictwa i rozpuszczalności błon sugerowały jej lipidowy charakter, jednak wiele właściwości błon biologicznych skierowało badaczy na trop obecności białek w strukturze błony. J. F. Danielli (1935) i H. Dawson (1943) zaproponowali uniwersalny model błony komórkowej – dwie warstwy trójglicerydów i rozciągniętą na nich pokrywę białek. Model ten zdawały się potwierdzać zdjęcia z mikroskopu elektronowego (Robertson 1959). 
Dopiero w 1972 roku S. Jonathan Singer i Garth Nicolson zaproponowali model płynnej mozaiki lipidowo-białkowej, który podaje zasadniczy schemat organizacji błon biologicznych. Model ten, z kilkoma modyfikacjami, obowiązuje do dzisiaj. 
Zakłada on, że błony biologiczne są dwuwymiarowymi roztworami przestrzennie zorientowanych lipidów i sferycznych białek. Model ten obrazowo został scharakteryzowany jako "morze lipidów w którym zanurzone są i pływają góry białkowe".
Jego główne cechy to: 
- cząsteczki fosfolipidów błonowych są uporządkowane w dwuwarstwę, która jest rozpuszczalnikiem dla białek błonowych oraz stanowi barierę przepuszczalności;
- część lipidów błonowych oddziałuje specyficznie z niektórymi białkami błon, co może mieć istotne znaczenie dla funkcji tychże;
- w środowisku lipidowym białka błon są zdolne do dyfuzji bocznej (lateralnej), jeśli nie są ograniczone specyficznymi oddziaływaniami (na przykład oddziaływaniami od strony cytoplazmatycznej ze szkieletem komórkowym – wiele białek błony jest trwale z nim związana, co uniemożliwia ich ruchy lateralne, nie mają natomiast zdolności dyfuzji w poprzek błony;
- w monowarstwach istnieją lokalne obszary o składzie odbiegającym od rozkładu przypadkowego. Są to tak zwane "rafty". Są one bogatsze od sąsiednich obszarów monowarstwy w specyficzne lipidy, cholesterol czy białka. Lipidy znajdujące się w takich domenach mogą być poniżej temperatury głównego przejścia fazowego i nie mieć struktury ciekłokrystalicznej, co powoduje ich agregację. Funkcje "raftów" oraz sposoby ich powstawania w błonach nie są jeszcze dokładnie znane, ale nie wyklucza się ich interakcji i wpływania na aktywność białek błonowych czy udział w fuzjach błon.

## Struktura błony biologicznej i jej właściwości wynikające z tej struktury

Schemat błony biologicznej

Jest ona złożona z dwóch warstw lipidów, do których należą fosfolipidy, glikolipidy i steroidy, oraz białek.
Charakterystyczną budowę błony zapewnia amfipatyczność cząsteczek – zbudowane są z apolarnego ogona węglowodorowego oraz polarnej głowy, dzięki czemu lipidy układają się w sferyczne pęcherzyki bądź właśnie dwuwarstwę.
Do lipidów błonowych należą:
- fosfolipidy:
  - fosfolipidy cholinowe: fosfatydylocholina (lecytyna)
  - fosfolipidy aminowe: fosfatydyloetanolamina, fosfatydyloinozytol, fosfatydyloseryna;
- glikolipidy:
  - sfingoglikolipidy
  - glikolipidy obojętne, np. galaktocerebrozyd
  - glikolipidy kwaśne;
- steroidy – cholesterol lub estry cholesterolu (zwierzęta), fitosterole (rośliny). U prokariontów występują hopanoidy – inne lipidy cykliczne.

Asymetria dwuwarstwy
Dwuwarstwa lipidowa jest asymetryczna. Największą asymetrią cechuje się błona komórkowa, znacznie mniejszą np. błony endoretikulum. Przejawem różnic asymetrii są na przykład różnice w szybkości ruchów międzybłonowych (flip-flop) pomiędzy poszczególnymi błonami. Obie monowarstwy dwuwarstwy lipidowej charakteryzują się różnym składem fosfolipidów, co wywołuje także różnice w ładunku błony. Sfingomielina oraz fosfatydylocholina występują w dużej większości na niecytozolowej powierzchni błony, natomiast fosfatydyloetanolamina oraz fosfatydyloseryna po stronie wewnętrznej. Glikolipidy występują tylko po stronie pozacytozolowej. Ma to związek z ich miejscem powstawania. Drzewko cukrowcowe jest dołączane do lipidu w świetle aparatu Golgiego, a nie występują żadne flipazy pozwalające na przejście glikolipidu do drugiej części. Fosfolipidy inozytolowe uczestniczą w przekaźnictwie komórkowym – stąd ich obecność w monowarstwie cytozolowej. 
Cholesterol również jest rozmieszczony asymetrycznie. Jest charakterystyczny dla zewnętrznej części błony komórkowej – ta monowarstwa jest znacznie sztywniejsza. Na płynność wpływają także fosfolipidy cholinowe – jako znacznie bardziej nasycone.
Duża ilość ujemnej fosfatydyloseryny w warstwie cytozolowej wpływa na ładunek ujemny wnętrza komórki.
Na asymetrię błony biologicznej poza asymetrią dwuwarstwy wpływa także charakterystyczne zorientowanie białek błonowych oraz obecność glikokaliksu.
Płynność dwuwarstwy
Płynność dwuwarstwy lipidowej zależy od charakteru łańcuchów lipidów, ich długości oraz obecności cholesterolu. Im bardziej nasycone są łańcuchy tłuszczów, tym sztywniejsza jest błona. Nienasycenie zapewnia większą płynność. Obserwujemy to na przykładzie tłuszczów zwierzęcych (nasycone) – np. łój oraz tłuszczów roślinnych (nienasycone), np. olej. 
Na sztywność błony wpływa także obecność cholesterolu, który jak klin blokuje płynność łańcuchów. Krótkie łańcuchy są znacznie bardziej płynne od długich. Właściwości te wykorzystują m.in. drożdże i bakterie, kontrolując skład swojej błony poprzez syntezę odpowiednich lipidów.
Półprzepuszczalność dwuwarstwy
Błona komórkowa jest strukturą półprzepuszczalną (zob. membrana półprzepuszczalna).
Niektóre z białek znajdujących się w błonie komórkowej uczestniczą w aktywnym transporcie.

## Różnice między błonami komórek Archaea a błonami komórek innych organizmów
U wszystkich organizmów poza archebakteriami, fosfolipidy wchodzące w skład błony komórkowej składają się głównie z D-glicerolu połączonego wiązaniem estrowym z nierozgałęzionymi kwasami tłuszczowymi, które nie reagują między sobą. Organizmy żyjące w wysokich temperaturach mają też dużo cholesteroli w błonach komórkowych.
Fosfolipidy błon komórkowych archebakterii składają się z L-glicerolu połączonego wiązaniem eterowym z łańcuchami powstałymi z izoprenu. Łańcuchy te mogą być rozgałęzione, mogą łączyć się ze sobą, mogą nawet łączyć się z fosfolipidami z przeciwnej warstwy błony. Te połączenia stabilizują błonę i umożliwiają niektórym Archaea życie w ekstremalnie wysokich temperaturach.